# W.H.R. Rivers
William Halse Rivers Rivers, född 12 mars 1864, död 4 juni 1922, brittisk antropolog, neurolog, militärläkare, etnolog, psykolog, lecturer i fysiologi och experimentell psykologi i Cambridge 1897. President i Royal Anthropological Institute.
Med det sena 1800-talet och tidiga 1900-talets brittiska forskare som Edward Burnett Tylor, James George Frazer och Rivers närmar vi oss den moderna socialantropologin. Varken Tylor eller Frazer genomförde emellertid några deltagande fältstudier, annorlunda var det med Rivers och hans medarbetare, bl.a. Alfred Cort Haddon och Charles Seligman. De bedrev hellre fältstudier själva än att vara hänvisade till ofta otillförlitligt material som samlats in av missionärer och upptäcktsresande. Rivers och hans kolleger deltog 1898 i Haddons viktiga expedition till Torres sund. Denna expedition betraktades av många som den sista betydelsefulla föregångaren till den moderna antropologins fältstudier. Rivers gjorde även andra viktiga forskningsresor, bl.a. till Sydindien och Melanesien.
Bland Rivers många psykologiska arbeten märks The influence of alcohol and other drugs on fatigue (1908). I The history of Melanesian society (2 bd, 1915) uppställer Rivers helt nya teorier för förklaringen av de primitiva samhällena, bl.a. "kulturvandringsteorin", och hans undersökningar av skyttegravsneuroser Instinct and unconsciuos (1920) inleder en rad uppslagsrika sociologiska arbeten, vari hans lika grundliga som mångsidiga fysiologiska, psykologiska och etnologiska erfarenheter kastar ljus över såväl historiska som aktuella samhällsproblem: Psychology and politics (1923), Conflict and dream (1923), Medicine, magic and religion (1924), Psychology and ethnology (1926) och Social organisation (1924).
I Social organisation skriver han om släktskap och med dem sammanhörande arv och succession. Båda dessa institutioner är förknippade med överföring av resurser från en generation till nästa. Arv handlar om överföring av ägodelar medan succession refererar till "överföring av ställning", dvs. överföring av specificerade rättigheter och förpliktelser såsom tillskrivna statuspositioner. 
En statusposition är en aspekt av en aktör som är knuten till en speciell typ av aktivitet eller socialt definierad egenskap hos aktören.